# Stazione di Vallecrosia
La stazione di Vallecrosia è una fermata ferroviaria posta sulla linea Genova-Ventimiglia, che serve l'omonima cittadina di Vallecrosia.

## Storia

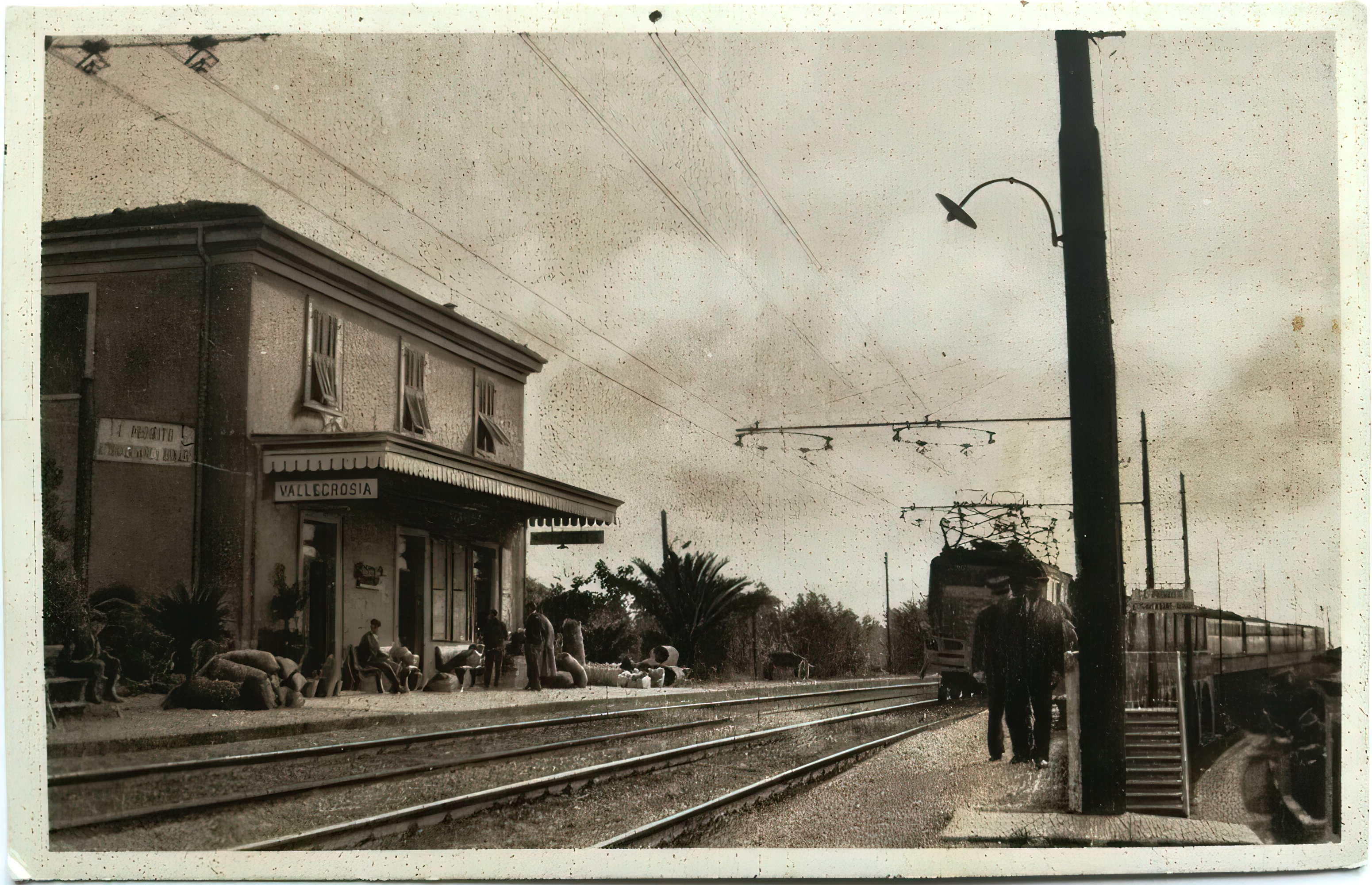
Il piazzale della fermata durante il periodo della trazione trifase, con un treno viaggiatori per Ventimiglia in arrivo

Dal 1901 sull'adiacente via Aurelia presero a transitare le corse della tranvia Ventimiglia-Bordighera, soppressa nel 1936 e sostituita dall'attuale filovia.
Per decenni i locali interni della stazione sono rimasti inutilizzati, lasciando soltanto la banchina esterna in uso ai viaggiatori.
Nel 2006 è stata riconvertita nella sede della locale Pubblica Assistenza Croce Azzurra Vallecrosia Soccorso ONLUS, che ne utilizza l'interno del piano a livello binari ed il piazzale. La banchina resta in uso nella sua funzione originaria.

## Movimento
Data la scarsa utenza nella stazione fermano alcuni treni regionali svolti da Trenitalia nell'ambito del contratto di servizio stipulato con la Liguria.
RFI la include nella categoria bronze.

## Galleria d'immagini

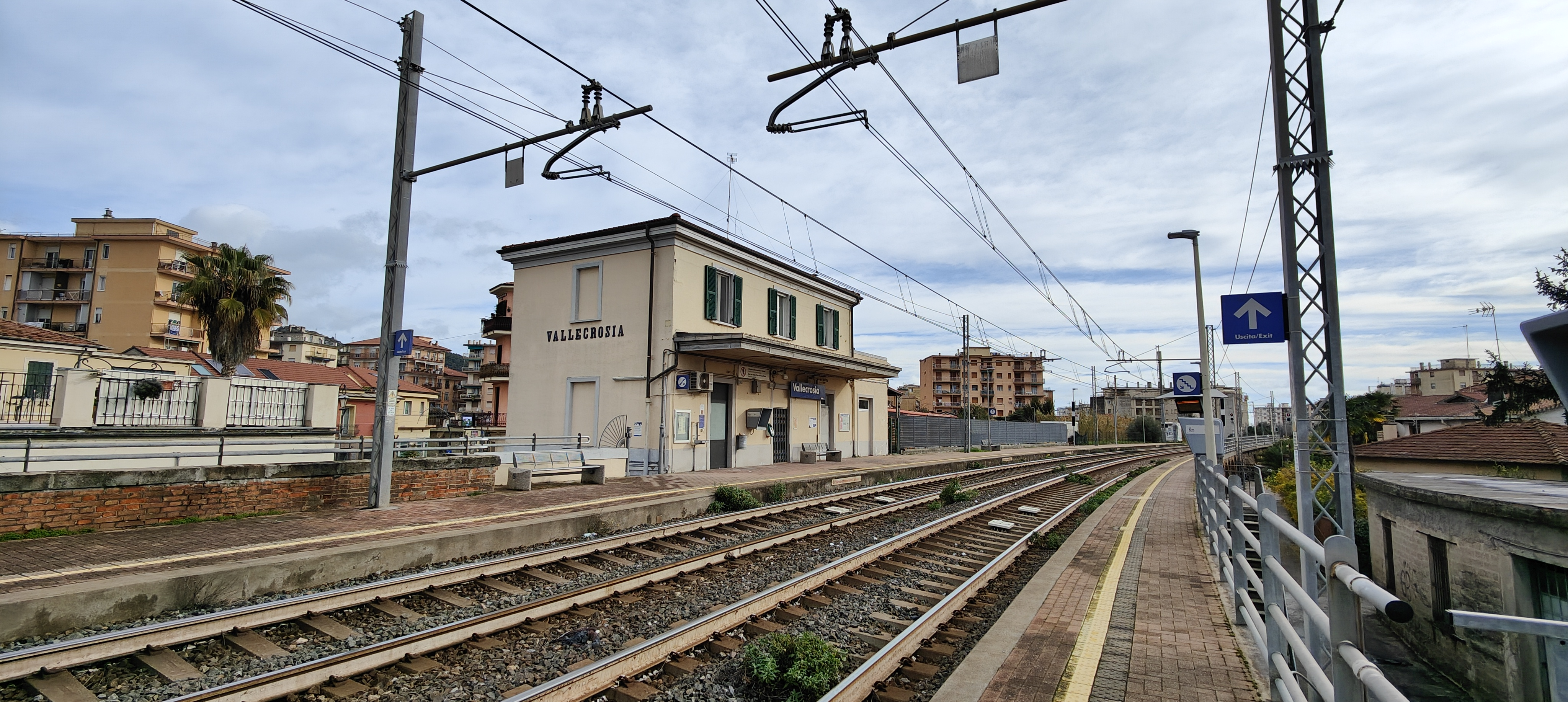
La stazione vista dal piano del ferro
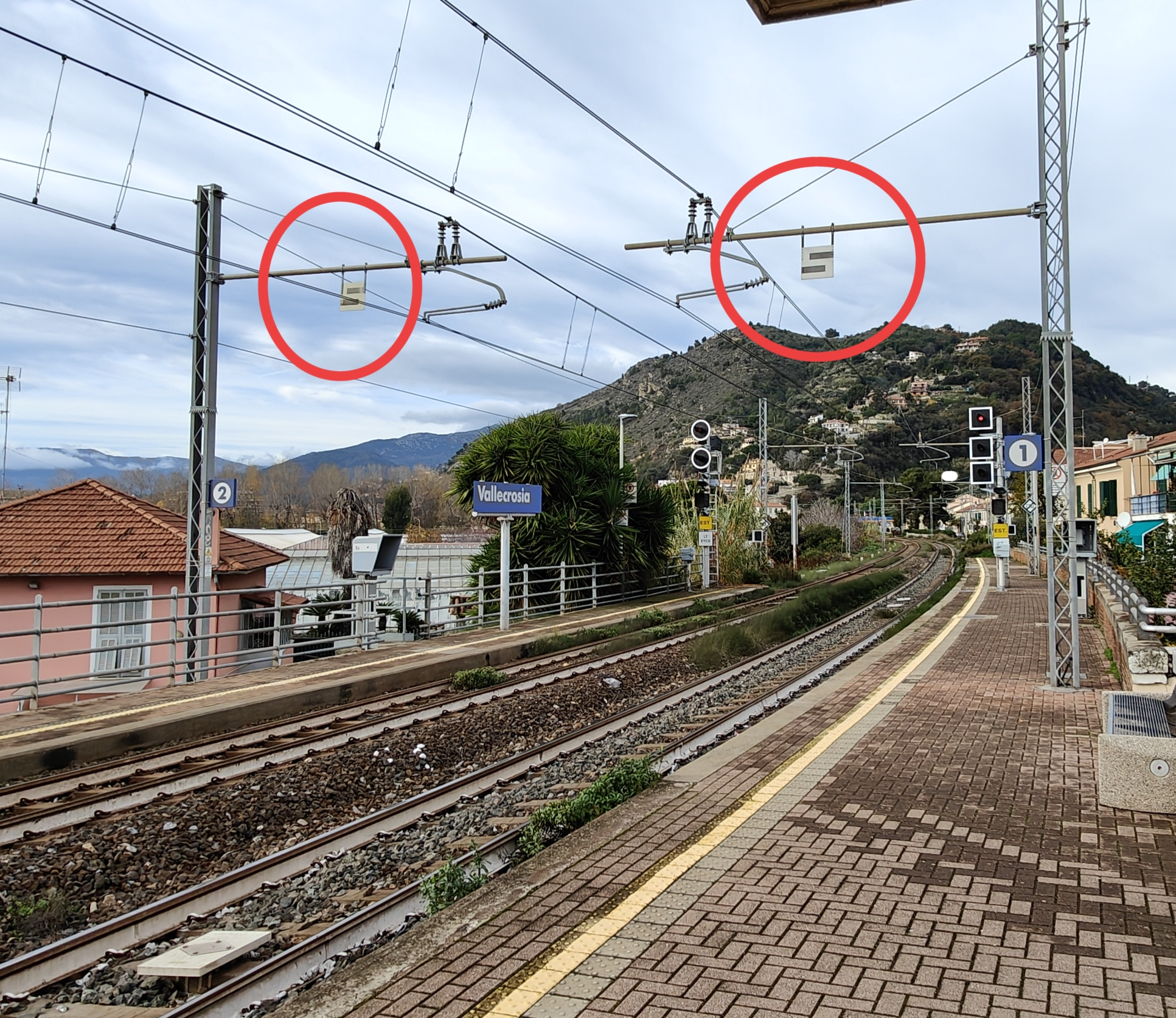
Cartelli sui pali indicanti il preavviso del tratto da percorrere a pantografi abbassati
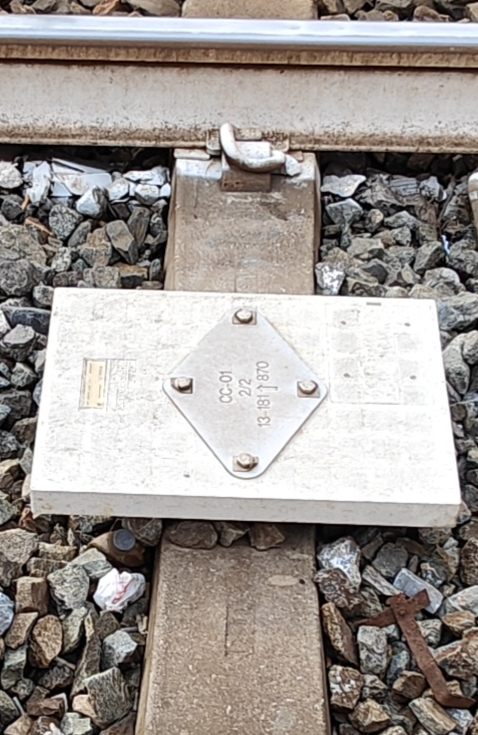
Particolare di boa del sistema SCMT in zona stazione
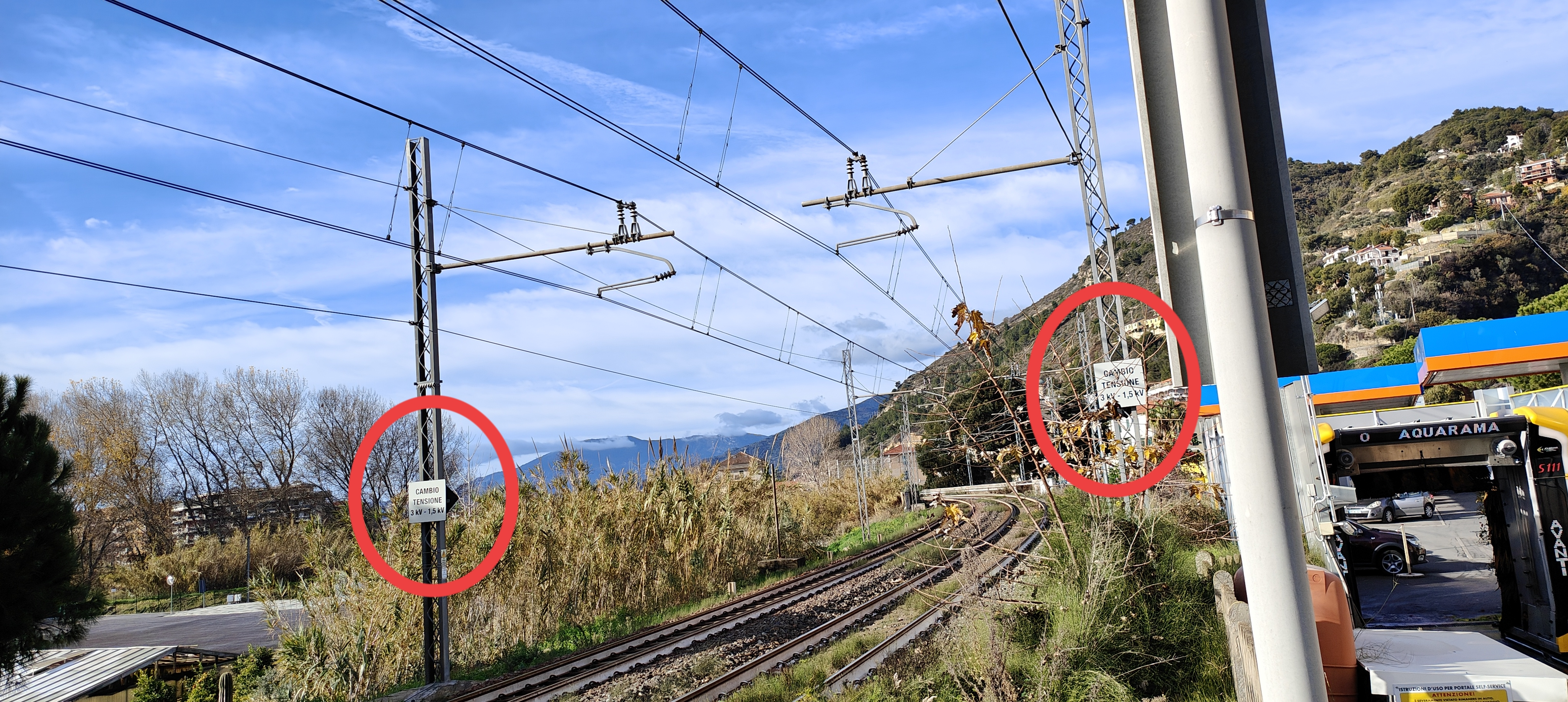
Cartelli di  avvertimento per il macchinista a Camporosso, linea parallela alla SS1 (a 290 mt. dalla stazione di Vallecrosia e a ca 1750 mt. dalla stazione ventimigliese) indicanti la zona di avvicinamento del tratto elettrificato con tensione da 3 a 1,5 kV